# Thomas Duis
Thomas Duis (Francfort, 21 août 1958) est un pianiste et professeur allemand.

## Carrière
Duis étudie successivement avec Kurt Gerecke à Wiesbaden, Karl-Heinz Kämmerling à Hanovre et Fanny Waterman à Leeds.
En 1986, au Concours Arthur Rubinstein de Tel-Aviv, il reçoit le second prix (alors que le premier est déclaré nul), toujours en 1986, le second prix du concours Gina Bachauer. L'année précédente, il avait remporté le troisième prix au concours de Sydney et en 1987, remporte le concours international de musique de l'ARD à Munich. Duis effectue son premier enregistrement discographique pour EMI et se produit depuis à l'international.
Il est recteur de l'École supérieure du Saarlandes für Musik und Theater jusqu'en 2012, et est un ambassadeur musical pour le Goethe-Institut.

## Création
- Benjamin Yousoupov, Concerto Intimo pour piano et orchestre (2005), commande de l'Orchestre symphonique de Jérusalem, dirigé par Leon Botstein. Henry Crown Hall, Jérusalem, le 28 mars 2007.